# Sardostalita patrizii
Sardostalita patrizii is een spinnensoort in de taxonomische indeling van de celspinnen (Dysderidae).
Het dier behoort tot het geslacht Sardostalita. De wetenschappelijke naam van de soort werd voor het eerst geldig gepubliceerd in 1956 door Carl Friedrich Roewer.